# Ligue des champions de Twenty20 2008
Navigation
Édition suivante
La ligue des champions de Twenty20 2008 aurait dû être la première édition de la ligue des champions de cricket au format Twenty20. Prévue pour se dérouler en Inde en octobre 2008, elle est repoussée à début décembre car trop proche dans le calendrier du Trophée des champions de l'ICC. À la suite des attaques terroristes de Mumbai de novembre 2008, qui surviennent à quelques jours du lancement de l'épreuve, elle est finalement abandonnée. La première ligue des champions a donc lieu en 2009.

## Équipes participantes
Huit équipes devaient participer à la ligue des champions 2008.
| Équipe                | Nation         | Qualification                              |
| --------------------- | -------------- | ------------------------------------------ |
| Dolphins              | Afrique du Sud | Finaliste du Standard Bank Pro20, 2007     |
| Titans                | Afrique du Sud | Vainqueur du Standard Bank Pro20, 2007     |
| Middlesex Crusaders   | Angleterre     | Vainqueur de la Twenty20 Cup, 2009         |
| Victorian Bushrangers | Australie      | Vainqueur du Twenty20 Big Bash, 2007-2008  |
| Western Warriors      | Australie      | Finaliste du Twenty20 Big Bash, 2007-2008  |
| Rajasthan Royals      | Inde           | Vainqueur de l'Indian Premier League, 2008 |
| Chennai Super Kings   | Inde           | Finaliste de l'Indian Premier League, 2008 |
| Sialkot Stallions     | Pakistan       | Vainqueur de la Twenty-20 Cup, 2007-2008   |